# Parrocchia di Saint George (Saint Vincent e Grenadine)
La parrocchia di Saint George (in lingua inglese Saint George Parish) è una delle sei parrocchie di Saint Vincent e Grenadine, è situata nella parte meridionale dell'isola di Saint Vincent  con 51.400 abitanti (dato 2000).
La città principale è Kingstown, capitale dello stato